# Paralegal
Paralegal é o profissional da ciência jurídica que desempenha procedimentos de forma autônoma ou semi autônoma, como parte de um sistema de atendimento jurídico. Executa tarefas que requerem entendimento da legislação para sua boa execução. Também trabalham no apoio ou assistem profissionais ligados à área jurídica de natureza consultiva ou contenciosa judicial. Seu mercado de trabalho é amplo, incluindo consultorias, empresas que possuem departamentos jurídicos ou que executam atividades de cumprimento de legislação tais como: ambientais, trabalhistas, produtos controlados, registro de produtos, marcas e patentes, tributária, licitações, dentre outras. Escritórios jurídicos e órgãos públicos também possuem muitos paralegais em atividades de apoio embora ainda não utilizem a denominação correta da profissão. 

## A profissão
Comuns em países de Common Law, um paralegal pode ser contratado por escritórios jurídicos ou trabalha como consultor externo para esses escritórios de empresa ou de direito. Nos Estados Unidos, os paralegais não estão autorizados a oferecer serviços jurídicos diretamente ao público por conta própria e deve executar seu trabalho legal sob um advogado. Nesse caso, o advogado responde pelos atos jurídicos mediado ou realizado pelo paralegal. Em contraste, em Ontário, Canadá, paralegais são licenciados e regulados da mesma forma que os advogados e oferecem serviços jurídicos para o público e pleitam causas em tribunais de nível inferior e tribunais administrativos.
Normalmente, os paralegais estudam disciplinas de direito e os processos legais. Os serviços típicos prestados por paralegais incluem analisar e sintetizar depoimentos, preparar e responder a interrogatórios, elaborar requerimentos, redigir documentos que não envolvam aconselhamento jurídico, realizar pesquisas e análises jurídicas, ler e sumarizar documentos, realizar cálculos que envolvam interpretação de leis, gerenciar projetos e andamento de casos judiciais. 
Embora geralmente as jurisdições norte-americanas não exijam  uma educação formal para a profissão, há 600 programas de educação paralegal nos Estados Unidos. Alguns paralegais combinam suas formações jurídicas com outras, assim há paralegais com diplomas em enfermagem, contabilidade, língua estrangeira que auxiliam em causas especializadas.
A profissão surgiu nos anos 1960 nos Estados Unidos a partir de secretários treinados por advogados para auxiliá-los em casos mais complexos. Em 1968 a American Bar Association reconheceu a profissão. Segundo o Departamento do Trabalho, o salário médio de um paralegal nos Estados Unidos é de US$46.680,00 por ano, US$ 22 por hora (2013), com 256.000 paralegais trabalhando nos Estados Unidos.

## Paralegais no Brasil
No Brasil a profissão do paralegal não é regulamentada. Assistentes que trabalham para escritórios jurídicos ou de outros operadores de direito são tratados desde secretários até analistas jurídicos.
Um paralegal não precisa ter cursado direito mas também existem muitos profissionais que assim se graduaram e preferiram se dedicar às atividades profissionais e que não querem ser advogados, preferindo atuar em mercados mais amplos e em profissões mais modernas.
Entretanto, a profissão de paralegal poderá ser regulamentada. A Câmara dos Deputados analisa proposta que regulamenta a profissão de paralegal (bacharel em direito que não tenha registro de advogado). A medida está prevista no Projeto de Lei 5749/13, do deputado Sergio Zveiter (PSD-RJ), que modifica o Estatuto da Advocacia (Lei 8.906/94).
Pela proposta, o paralegal poderá exercer as mesmas atividades do estagiário de direito, que já pode trabalhar na área desde que esteja em conjunto com advogado e sob responsabilidade deste. A diferença é que a inscrição de paralegal não terá limite de tempo, como ocorre com a do estagiário. Poderá se inscrever como paralegal quem comprovar capacidade civil e idoneidade moral, além de apresentar diploma ou certificado de graduação em direito, título de eleitor e quitação do serviço militar. O profissional não poderá exercer atividade incompatível com a advocacia. Segundo o projeto, a inscrição será automaticamente cancelada caso o paralegal obtenha inscrição como advogado.
Esta proposta é muito criticada pois reduz o campo de atuação da profissão e vincula a um único órgão de classe. Os paralegais hoje são livres para atuar em qualquer mercado e não desejam que a profissão seja restrita a um único curso pois, no mundo todo, são admitidos como paralegais profissionais de diferentes áreas do conhecimento.

### Limbo profissional
Alguns, por desconhecer como é a profissão no mundo enxergam de maneira errada o campo de atuação do profissional paralegal. Sergio Zveiter lembra que o País tem um “verdadeiro exército de bacharéis que, sobretudo por não lograrem êxito no exame da Ordem dos Advogados do Brasil (OAB), ficam fora do mercado de trabalho”.
“Após dedicarem cinco anos de suas vidas, com grande investimento pessoal e financeiro, descobrem-se vítimas de verdadeiro estelionato educacional. A reprovação do exame de ordem mostra que, mesmo após tanto esforço, a faculdade não lhes forneceu o necessário conhecimento para o exercício da advocacia”, diz o deputado.
O autor acrescenta que esses bacharéis terminam em um “limbo profissional”, pois já perderam sua inscrição como estagiário, sem contar com inscrição de advogado. Eles ganhariam então uma inscrição como paralegal, “com direitos, prerrogativas e deveres semelhantes aos do estagiário de direito, exceto que tal inscrição não seria limitada no tempo”. O parlamentar acrescenta ainda que a prática já é adotada nos Estados Unidos e Canadá.
Esse tipo de visão não tem o apoio dos profissionais paralegais. 

### Tramitação
O texto passa pela Comissão de Constituição e Justiça e de Cidadania em caráter conclusivo.

### Instituto Brasileiro de Pesquisa e Ensino Paralegal
Em 2016 foi criado o Instituto Brasileiro de Pesquisa e Ensino Paralegal (INBRAPA) tem como objetivo difundir a Pesquisa e o Ensino Paralegal no Brasil. Devido a grande necessidade de um novo profissional no mercado o paralegal ou técnico em serviços jurídicos cujo papel fundamental é suporte e apoio técnico-administrativo atuando em escritórios jurídicos, departamentos jurídicos e administrativos de empresas e bancos, cartórios e qualquer outro segmento que exija conhecimento técnico jurídico. O INBRAPA é mantido pela empresa GETUSSP. 

### Técnico em serviços jurídicos
O mais próximo de paralegal no Brasil é o curso técnico em serviços jurídicos que foi criado pelo Centro Estadual de Educação Tecnológica Paula Souza (CEETEPS) em setembro de 2005 para atender solicitação do Tribunal de Justiça de São Paulo que necessitava de qualificação dos serventuários que atuavam diretamente na atividade fim do Poder Judiciário bem como para a formação, capacitação e atuação de profissionais junto a diversos órgãos, públicos e privados.
Inicialmente, portanto, com o objetivo de promover a capacitação de servidores e serventuários da justiça, elaborar conhecimentos e implementar ações, objetivando a racionalização e a simplificação dos serviços judiciários, além de colaborar na criação e revisão de manuais de procedimentos a serem adotados nas áreas de competência da Justiça Estadual.
Posteriormente o público alvo desse curso foi ampliado, deixando a habilitação de ser oferecida somente para os serventuários da justiça e passando a ser destinada, também, para o público em geral, ou seja, candidatos ou profissionais que trabalham nos escritórios jurídicos e demais empresas que utilizam esses serviços e que tenham interesse em trabalhar na área.
Atualmente existem inúmeras instituições que oferecem o curso, inclusive na modalidade EAD. A Escola Técnica Estadual de São Paulo (ETEC) oferece atualmente 1475 vagas para o curso técnico em serviços jurídicos distribuídas em 37 unidades no estado de São Paulo, sendo assim a oferta vem crescendo exponencialmente a cada ano. Além da ETEC outras instituições públicas e privadas oferecem este curso no território nacional.

## Paralegais notáveis
- Erin Brockovich
- Ellen Degerenes